# 257.ª Divisão de Infantaria (Alemanha)
A 257ª Divisão de Infantaria (em alemão: 257. Infanterie-Division) foi uma unidade do Exército Alemão que operou durante a Segunda Guerra Mundial.

## Comandantes
| Comandante                                                                       | Data                                       |
| -------------------------------------------------------------------------------- | ------------------------------------------ |
| General der Infanterie Max Viebahn                                               | 1 de Setembro de 1939 - 1 de Março de 1941 |
| General der Pionere Karl Sachs                                                   | 1 de Março de 1941 - 1 de Maio de 1942     |
| Generalleutnant Karl Gümbel                                                      | 1 de Maio de 1942 - 1 de Junho de 1942     |
| General der Infanterie Carl Püchler                                              | 1 de Junho de 1942 - 5 de Novembro de 1943 |
| General der Artillerie Anton Reichard Freiherr von Mauchenheim-von Bechtoldsheim | 5 de Novembro de 1943 - 2 de Julho de 1944 |
| Generalmajor Friedrich Blümke                                                    | 2 de Julho de 1944 - 24 de Agosto de 1944  |

## Oficiais de Operações (Ia)
| Oberstleutnant Fritz Wentzell            | 26 de Agosto de 1939-20 de Dezembro de 1940    |
| Oberstleutnant Hans Gronemann-Schoenborn | 20 de Dezembro de 1940-25 de Novembro de 1942  |
| Oberstleutnant Hermann Rehm              | 25 de Novembro de 1942-15 de Fevereiro de 1944 |
| Major Konrad Niemann                     | 15 de Fevereiro de 1944-24 de Agosto de 1944   |

## Área de Operações
| Alemanha                   | Setembro de 1939 - Maio de 1940)  |
| França                     | Maio de 1940 - Junho de 1941)     |
| Frente Oriental, Setor Sul | Junho de 1941 - Setembro de 1942) |
| França                     | Setembro de 1942 - Abril de 1943) |
| Frente Oriental, Setor Sul | Março de 1943 - Agosto de 1944)   |

## História
A unidade foi formada no dia 26 de Agosto de 1939 em Berlim-Karlshorst como parte da 4ª Onda (em alemão: 4. Welle) estando em Wehrkreises III. A Divisão foi destruída em Kishinev no mês de Agosto de 1944, estando esta sob comando do Grupo de Exércitos Sul. A unidade foi dispensada no dia 9 de Outubro de 1944. As tropas restantes foram utilizadas para formar o Schatten-Division Groß-Görschen.
Foi reformada como sendo 257. Volks-Grenadier-Division.

## Serviço de Guerra
| Data          | Corpo                     | Exército           | Grupo de Exércitos | Área              |
| ------------- | ------------------------- | ------------------ | ------------------ | ----------------- |
| Set 39        | à caminho                 |                    | Süd                | Krakau            |
| Dez 39        | XXIV Corpo de Exército    | 1º Exército        | C                  | Saarpfalz         |
| Jan 40        | Reserva                   | 1º Exército        | C                  | Saarpfalz         |
| Mai 40        | XXIV Corpo de Exército    | 1º Exército        | C                  | Saarpfalz         |
| Jun 40        | XXXVII Corpo de Exército  | 1º Exército        | C                  | Linha Maginot     |
| Jul 40-Ago 40 | XXXIV Corpo de Exército   | 18º Exército       |                    | Polônia           |
| Set 40-Dez 40 | XXXIV Corpo de Exército   | 12º Exército       | B                  | Polônia           |
| Jan 41-Abr 41 | XXXIV Corpo de Exército   | 17º Exército       | B                  | Sul da Polônia    |
| Mai 41        | XXXIV Corpo de Exército   | 17º Exército       | A                  | Sul da Polônia    |
| Jun 41-Jul 41 | XXXXIX Corpo de Exército  | 17º Exército       | Süd                | Lemberg, Winniza  |
| Ago 41        | LII Corpo de Exército     | 17º Exército       | Süd                | Uman              |
| Set 41        | XI Corpo de Exército      | 17º Exército       | Süd                | Rio Dnjepr        |
| Out 41        | LII Corpo de Exército     | 17º Exército       | Süd                | Kiew              |
| Nov 41-Mai 42 | XXXXIV Corpo de Exército  | 17º Exército       | Süd                | Donez (Slawiansk) |
| Jun 42-Jul 42 | XXXXIV Corpo de Exército  | 1º Exército Panzer | Süd                | Donez (Slawiansk) |
| Ago 42        | Reserva                   |                    | D                  | França            |
| Set 42        | LXXXIII Corpo de Exército | Felber             | D                  | Champagne         |
| Out 42-Mar 43 | XXV Corpo de Exército     | 7º Exército        | D                  | Bretagne          |
| Abr 43        | à caminho                 | 1º Exército Panzer | Süd                | Donez (Isjum)     |
| Mai 43-Set 43 | XXXX Corpo de Exército    | 1º Exército Panzer | Süd                | Donez (Isjum)     |
| Out 43-Dez 43 | XXX Corpo de Exército     | 1º Exército Panzer | Süd                | Kriwoi-Rog        |
| Jan 44        | XXX Corpo de Exército     | 6º Exército        | Süd                | Nikopol           |
| Fev 44        | LVII Corpo de Exército    | 6º Exército        | Süd                | Nikopol           |
| Mar 44        | LVII Corpo de Exército    | 6º Exército        | A                  | Tighina           |
| Abr 44-Jul 44 | XXX Corpo de Exército     | 6º Exército        | Südukraine         | Kischinew         |
| Ago 44        | sessão desconhecida       |                    | Süd                |                   |

## Ordem de Batalha
- Infanterie-Regiment 457
- Infanterie-Regiment 466
- Infanterie-Regiment 477
- Artillerie-Regiment 257
- Pionier-Bataillon 257
- Feldersatz-Bataillon 257
- Panzerjäger-Abteilung 257
- Aufklärungs-Abteilung 257
- Infanterie-Divisions-Nachrichten-Abteilung 257
- Divisions-Nachschubführer 257